# Friedhofskapelle (Nikolaifriedhof, Schwäbisch Hall)

Friedhofskapelle auf dem Nikolaifriedhof

Friedhofsportal nach Entwürfen des Haller Salinen- und Kreisbaumeisters Carl Stock (1780–1844).

Die Friedhofskapelle St. Nikolaus auf dem Nikolaifriedhof in Schwäbisch Hall wurde 1842/43 erbaut und wird bis heute als Trauerhalle genutzt. Sie ist als Kulturdenkmal geschützt.

## Geschichte
Die Nikolauskapelle, der Vorgängerbau der heutigen Friedhofskapelle, wurde 1309 in einem Ablassbrief des Eichstätter Bischofs Philipp von Rathsamhausen erstmals erwähnt. 1509 wurde an der wahrscheinlich zum Siechenhaus gehörenden Kapelle ein Friedhof angelegt, weshalb die Nikolauskapelle um 1566 von einer Siechenkapelle zu einer Friedhofskapelle umgewandelt wurde. 1835 wurde die Nikolauskapelle abgebrochen.
Die heutige Friedhofskapelle wurde 1842/43 zusammen mit der Friedhofseinfriedung und dem Portal nach Entwürfen des Haller Salinen- und Kreisbaumeisters Carl Stock erbaut.

## Beschreibung
Das rechteckige Gebäude im Rundbogenstil wird oben durch einen neoromanischen Rundbogenfries abgeschlossen, Maßwerk schmückt die großen rundbogigen Fenster. Auf dem flachen Walmdach befindet sich ein von einem Kreuz gekrönter Dachreiter.